# Heartbeat Like a Drum
"Heartbeat Like a Drum" é uma canção de 1986 da banda inglesa de new wave A Flock of Seagulls de seu álbum de 1986 Dream Come True. A música é o segundo single desse álbum da banda que traz uma versão 5:30, o videoclipe tem duração de 3:59, enquanto a versão estendida do EP tem duração de 6:52. A capa do EP tem um fundo preto com o nome do single em branco com uma bateria africana substituindo a letra ''O'' e o nome da banda em vermelho.

## História
A música foi uma das primeiras a ser composta pela banda para o quarto álbum e contou com a participação dos guitarristas Joel Bogan e Neil Hubbard para sua composição. O vídeo promocional do single é o único onde podemos ver o guitarrista Gary Steadman e o tecladista Chris Chryssaphis.

## Posição nas paradas musicais
| Parada (1986)                                                  | Melhor posição |
| -------------------------------------------------------------- | -------------- |
| Reino Unido (OCC)                                              | 119            |
| Estados Unidos (Billboard Hot Dance/Disco Club Play Breakouts) | 8              |